# سیارک ۸۳۹۵
سیارک ۸۳۹۵ (به انگلیسی: 8395 Rembaut، نامگذاری:1993TQ23) هشت هزار و سیصد و نود و پنجمین سیارک کشف شده‌است که در ۹ اکتبر ۱۹۹۳ کشف شد.
قدر مطلق سیارک برابر ۱۴٫۴۰ است.